# Fiddler’s Island Stream
Der Fiddler’s Island Stream ist ein Nebenarm der Themse bei Oxford. Der Fiddler’s Island Stream zweigt vom Castle Mill Stream am nordwestlichen Ende von Cripley Meadow ab und fließt, teilweise nur durch einen schmalen Landstreifen vom Hauptfluss getrennt, in südlicher Richtung, bis er in den Sheepwash Channel mündet.